# David Heathcoat-Amory
David Philip Heathcoat-Amory (ur. 21 marca 1949) – brytyjski polityk, syn brygadiera Rodericka Heathcoat-Amory’ego (kawalera Military Cross) i Sonii Denison, córki kapitana Edwarda Denisona. Jest bratankiem lorda Amory, byłego ministra rolnictwa i Kanclerza Skarbu.
Kształcił się w Eton College i w oksfordzkim Christ Church. Tę ostatnią uczelnię ukończył z tytułem magistra politologii, filozofii i ekonomii. Później był prezesem Oxford University Conservative Association. W 1974 r. ukończył studia na kierunku rachunkowość. W 1980 r. został asystentem finansowym dyrektora British Technology Group. W 1983 r. został wybrany do Izby Gmin z ramienia konserwatystów z okręgu Wells.

## Kariera polityczna
To nie była pierwsza polityczna próba Amory’ego. Próbował on swych sił już w wyborach 1979 r. w okręgu Brent South, ale przegrał z kandydatem Partii Pracy, Laurence'em Pavittem. W 1983 r. wygrał wybory w Wells przewagą 6 575 głosów i zasiadł w Parlamencie.
W 1985 r. został prywatnym sekretarzem parlamentarnym (Parliamentary Private Secretary, PPS) sekretarza skarbu Johna Moore’a i jego następcy Normana Lamonta. Po wyborach 1987 r. został PPS ministra spraw wewnętrznych Douglasa Hurda. W 1988 r. został whipem rządu Margaret Thatcher (miał za zadanie pilnować, aby Partia Konserwatywna głosowała zgodnie w wolą rządu). W następnych latach był parlamentarnym podsekretarzem stanu w ministerstwie środowiska (1989–1990) i ministerstwie energii (1990–1992, Skarbnikiem Dworu Królewskiego (1992–1993), Paymaster-General (1994–1996) i członkiem Tajnej Rady (od 1996 r.). W 1996 r. opuścił rząd na tle sporu na temat wprowadzenia euro (Amory jest eurosceptykiem).
Po wyborczej klęsce konserwatystów w 1997 r., Amory wszedł w skład gabinetu cieni Williama Hague'a jako Główny Sekretarz Skarbu (1997–2000) i minister handlu i przemysłu (od 2000 r.). W 2001 r. popierał wybór Iaina Duncana Smitha jako lidera konserwatystów. W latach 2001–2003 był jednym z brytyjskich delegatów na szczyty Unii Europejskiej. Po wyborze Davida Camerona na lidera konserwatystów, Amory znalazł się w wewnątrzpartyjnej opozycji przeciwko, ich zdaniem, zbyt liberalnych zmianach w programie partii.

## Życie prywatne
David Heathcoat-Amory ma rozległe posiadłości ziemskie. Lubi wędkarstwo i sadzenie drzew. 4 lutego 1978 r. ożenił się z Lindą Adams. Małżonkowie mieszkają razem w Pilton w hrabstwie Gloucestershire. Doczekali się razem dwóch synów i córki:
- Florence Heathcoat-Amory (ur. 1978)
- John Heathcoat-Amory (ur. 1980)
- Michael Heathcoat-Amory (1982–2001), popełnił samobójstwo

## Publikacje
- A Single European Currency: Why the United Kingdom Must Say No by David Heathcoat-Amory, 1996, Nelson & Pollard Publishing ISBN 1-874607-11-7
- A Market Under Threat: How the European Union Could Destroy the British Art Market by David Heathcoat-Amory, 1998, Centre for Policy Studies ISBN 1-897969-74-0
- The European Constitution by David Heathcoat-Amory, 2003, CPS